# Caroline Bittencourt
Caroline Bittencourt Barbosa (São Paulo, 13 de dezembro de 1981 – Ilhabela, 28 de abril de 2019) foi uma modelo e apresentadora de televisão brasileira.

## Carreira
Em 1997, aos quinze anos, começou a carreira como modelo, tendo morado na Itália e desfilado para importantes marcas  como Valentino Garavani e Roberto Cavalli.
Se tornou conhecida do grande público em 2005, quando acabou sendo expulsa do casamento de Daniella Cicarelli e Ronaldo Nazário, realizado no Castelo de Chantilly, em Paris, a pedido da própria noiva. Seu cachê aumentou e Caroline saiu na capa da revista VIP.
Na televisão, trabalhou na RedeTV!, como repórter do programa Top Report e na RecordTV no quadro Sete Segredos no Hoje em Dia.

## Vida pessoal
Em 1999 iniciou seu primeiro namoro com o empresário Giba Ruiz Vieira. Casaram-se em 2000. Em 22 de outubro de 2001 nasceu de parto normal, em São Paulo, a única filha do casal: Isabelle Bittencourt Ruiz. Em 2006 o casal divorciou-se. Após outros relacionamentos, de 2009 a 2013 foi namorada do ator André Bankoff.
Em 2014 iniciou um namoro com o empresário Jorge Sestini. Em agosto de 2017 o casal ficou noivo e foram morar juntos. Em 26 de janeiro de 2019 casaram-se em uma cerimônia civil e religiosa, com uma festa na praia, em São Miguel dos Milagres.

## Morte
Caroline Bittencourt desapareceu na tarde do dia 28 de abril de 2019, por volta das 16h30, quando fazia um passeio de barco em Ilhabela, no litoral de São Paulo após uma tempestade no local, a embarcação virou, lançando os tripulantes ao mar. Caroline tentou salvar seus cães, que também caíram ao mar, se afastando ainda mais de Caroline, mas afogou-se. O corpo da modelo foi encontrado perto da praia das Cigarras, em São Sebastião, próximo ao local onde o barco havia desaparecido. O pai de Caroline Bittencourt fala sobre morte da filha: "Pulei na água para tirar o corpo". No dia de acidente, um vendaval, com ventos de mais de 120 quilômetros por hora, atingiu o litoral norte do estado de São Paulo na ocasião.
Em maio de 2019 seu marido chegou a ser indiciado por homicídio culposo, pois mesmo tendo se jogado no mar para salvar a esposa, sem sucesso, ele assumiu risco de morte ao decidir pilotar o barco, mesmo sabendo que no dia estava previsto muita chuva. Em 16 de agosto, a Polícia Civil concluiu o inquérito sobre a morte da modelo e indiciou o marido dela por homicídio culposo. Contudo em 28 de agosto, o Ministério Público solicitou à justiça o arquivamento do inquérito.

## Filmografia

### Televisão
| Ano     | Título              | Personagem | Nota                  |
| ------- | ------------------- | ---------- | --------------------- |
| 2005–07 | Top Report          | Repórter   |                       |
| 2008    | Hoje em Dia         | Repórter   | Quadro: Sete Segredos |
| 2009–17 | Programa Amaury Jr. | Repórter   |                       |

### Internet
| Ano     | Título         | Personagem    |
| ------- | -------------- | ------------- |
| 2011–13 | What We Wonder | Apresentadora |

### Cinema
| Ano  | Título | Personagem       |
| ---- | ------ | ---------------- |
| 2004 | Olga   | Secretária alemã |